# Wincenty (Brylejew)
Wincenty, imię świeckie Wiaczesław Władimirowicz Brylejew (ur. 20 listopada 1979 w Benderach) – rosyjski biskup prawosławny.

## Życiorys
Ukończył szkołę średnią w Benderach, od dzieciństwa był prisłużnikiem (ministrantem) w soborze Przemienienia Pańskiego w Benderach. Od 1995 nauczał przedmioty „Podstawy prawosławia” w początkowych klasach szkoły nr 15 w tym samym mieście. 3 stycznia 1997 został postrzyżony na mnicha przez biskupa dubosarskiego Justyniana i przyjął imię zakonne Wincenty na cześć św. Wincentego z Saragossy. Dzień później ten sam hierarcha wyświęcił go na hierodiakona. W listopadzie 1997 został skierowany do służby duszpasterskiej w cerkwi Opieki Matki Bożej w Tyraspolu. Dwa lata później przeniesiono go do służby w soborze Narodzenia Pańskiego w tym samym mieście. W latach 1999–2005 zaocznie uczył się w seminarium duchownym w Moskwie.
Od 2001 do 2007 był spowiednikiem uczniów prawosławnego gimnazjum „Tałant” w Tyraspolu oraz nauczycielem w tejże szkole. W 2002 podjął również pracę wykładowcy w szkole duchownej w Benderach. 7 kwietnia 2004 biskup tyraspolski i dubosarski Justynian wyświęcił go na hieromnicha. W tym samym roku, nadal pracując w szkołach, hieromnich Wincenty został proboszczem parafii Opieki Matki Bożej w Tyraspolu, a rok później – kapelanem organizacji Kozaków Czarnomorskich w Naddniestrzu. W 2005 otrzymał godność ihumena. W 2007 ukończył w trybie zaocznym studia na Państwowym Uniwersytecie Mołdawii.
W 2007 został przeniesiony do eparchii saratowskiej i podjął pracę duszpasterską w cerkwi Opieki Matki Bożej w Saratowie. W 2009 ukończył Kijowską Akademię Duchowną i został zatrudniony jako wykładowca seminarium duchownego w Saratowie. Od 2010 był również kapelanem organizacji kozackich.
W 2011 przeszedł do służby w eparchii włodzimierskiej i został proboszczem parafii Podwyższenia Krzyża Pańskiego w Kostieriewie. W 2013, gdy parafia ta znalazła się w granicach nowo powstałej eparchii aleksandrowskiej, został w niej przewodniczącym wydziału liturgicznego oraz komisji historyczno-archiwalnej. W 2015 rozpoczął zaoczne studia na Państwowym Uniwersytecie Pedagogicznym im. Minina w Niżnym Nowogrodzie.
W 2016 został przeniesiony do eparchii czelabińskiej, gdzie służył w soborze Narodzenia Pańskiego w Czelabińsku. W tym samym roku został nominowany na biskupa złatoustowskiego i satkińskiego, pierwszego ordynariusza nowo erygowanej eparchii. W tym samym roku otrzymał godność archimandryty. W 2017 został wyświęcony na biskupa przez patriarchę moskiewskiego i całej Rusi Cyryla.